# Iker Ballarin
Iker Ballarin Manso (Vitoria-Gasteiz, 4 mei 1997) is een Spaans voormalig wielrenner die in 2023, op 26-jarige leeftijd, zijn carrière afsloot bij Euskaltel-Euskadi.

## Carrière
Na in 2018 en 2019 meerdere overwinningen er ereplaatsen in het Spaanse amateurcircuit te hebben behaald, werd Ballarin eind 2019, als stagiair bij Equipo Euskadi, vijftigste in de Circuito de Getxo en nam hij deel aan de Ronde van Burgos. Een jaar later werd hij prof bij diezelfde ploeg, die inmiddels Fundación-Orbea heette. In 2021 nam Ballarin deel aan de Ronde van Turkije, waar hij in de derde etappe meer dan honderd kilometer in de aanval reed.
Na vier jaar als prof, waarin hij geen overwinning behaalde, stopte Ballarin, vanwege aanhoudende klachten aan zijn linkerbeen, met wielrennen.

## Ploegen
- 2019 –  Equipo Euskadi (stagiair vanaf 31 juli)
- 2020 –  Euskaltel-Euskadi[a]
- 2021 –  Euskaltel-Euskadi
- 2022 –  Euskaltel-Euskadi
- 2023 –  Euskaltel-Euskadi

Angulo · Aristi · Azparren · Azurmendi · Ballarin · Bizkarra · Bou · Canal · Cuadrado · Etxeberria · Goikoetxea · Iribar · Irizar · Isasa · Iturria · Juaristi · Lobato · Martín · Maté ·  Soto · Lasa (stagiair) · Mintegui (stagiair)
E. Azparren · X. Azparren · Azurmendi · Ballarin · Berasategi · Bizkarra · Bou · Canal · Cuadrado · Etxeberria · Goikoetxea · Iribar · Isasa · Iturria · Juaristi · Lobato · López de Abetxuko · Martín · Maté ·  Soto